# Alárendelt szövetség
Az alárendelt szövetség kifejezést a dél-ázsiai történelemmel összefüggésben használták annak a kapcsolatnak a leírására, ami a hercegi államok közt az egyik oldalon és a Kelet-Indiai Társaság közt a másik oldalon kialakult.

## A brit politika Indiában
Az alárendelt szövetség doktrína kereteit Lord Wellesley, India brit főkormányzója dolgozta ki 1798 és 1805 közötti időszakban. Kormányzóságának kezdetén Wellesley a be nem avatkozás elvét követte a hercegi államokban, de később elkezdte kialakítani az alárendelt szövetség politikáját. Ez a politika jelentős szerepet játszott a brit terjeszkedésben Indiában. 
A szövetség feltételei szerint a hercegi államok uralkodói nem rendelkezhettek független hadsereggel. Védelmüket a Kelet-Indiai Társaság biztosította, de ezért fizetniük kellett a cégnek, hogy fenntarthassa a védelemre szükséges sereget. Amennyibe az indiai uralkodóknak nem sikerült fizetniük, akkor büntetésként területük egy részét elvették. Például Aud uralkodója arra kényszerült, hogy országának több mint a felét engedje át a Társaságnak 1801-ben,mivel nem tudta kifizetni a védelmi pénzt. Haidarábád uralkodója is kénytelen volt átengedni területek hasonló okokból.
A 18. század végén a Maratha Birodalom hatalma meggyengült, és az Indiai szubkontinensen nagyszámú kicsi és gyenge állam maradt. Sok uralkodó elfogadta Lord Wellesley védelmi ajánlatát, ami biztonságot nyújtott nekik a szomszédos államok esetleges támadásával szemben.
Az alárendelt szövetség fő elvei voltak:
1. Ha egy indiai uralkodó alárendelt szövetségre lép a britekkel, el kell hogy fogadja a brit csapatok állomásozását területén és azok fenntartásáért fizetési kötelezettséget vállal.
2. Az uralkodó elfogadja egy brit helytartó jelenlétét államában.
3. Az az uralkodó, amely ilyen szövetségre lép, nem léphet szövetségre semmilyen más hatalommal és nem is viselhet hadat más országgal brit beleegyezés nélkül.
4. Az uralkodó nem alkalmaz semmilyen más európait, csak britet, és ha már alkalmaz ilyet, akkor meneszti.
5. Abban az esetben, ha konfliktusba kerül bármely más állammal, egyetért a britek határozatainak elfogadásával.
6. Az uralkodó elismeri a Kelet-Indiai Társaságot, mint a legfőbb hatalmat Indiában.
7. Cserébe, hogy az uralkodó elfogadja a feltételeket, a Társaság vállalta, hogy megvédje az államot a külső veszélyekkel és a belső zavargásokkal szemben.
8. Ha az indiai uralkodó nem fizeti az elvárt összeget a szövetségért, akkor büntetésként területének egy részét elveszik.

A doktrína értelmében a brit védnökség alatt álló indiai uralkodók alávetették külügyeik irányítását a briteknek. A legtöbb alárendelt uralkodó feloszlatta bennszülött hadseregét és helyette brit csapatokat állomásoztatott területén, hogy védjék meg őket az esetleges támadásokkal szemben. A brit hatalom növekedését egyre rosszabb szemmel nézték India legtöbb részén.
Aud navábja volt az első, aki egy ilyen szövetségre lépett a bukszari csata után 1764-ben. A maiszúri Tipu szultán megtagadta elfogadni a szövetséget, de a negyedik angol–maiszúri háború után a brit győzelem arra kényszerítette, hogy alárendelt állammá váljon. Haidarábád nizámja volt az első, aki elfogadta a véglegesített alárendelt szövetséget. A harmadik angol-maratha háború után a maratha uralkodó, II. Badzsi Rao is elfogadta a szövetséget. Számos állam, mint Aud (a bukszari csata után 1764-ben), Haidarábád (1798, 1800), Tandzsávúr (1799), Nagpur (1803), Indaur (1817), elfogadta ezt a rendszert.

## Fordítás
- Ez a szócikk részben vagy egészben  a   Subsidiary alliance című angol Wikipédia-szócikk ezen változatának fordításán alapul.  Az eredeti cikk szerkesztőit annak laptörténete sorolja fel. Ez a jelzés csupán a megfogalmazás eredetét és a szerzői jogokat jelzi, nem szolgál a cikkben szereplő információk forrásmegjelöléseként.